# Puña
Puña, también conocido como San Luis de Puña, es una localidad peruana del distrito de Tacabamba, ubicado en la provincia de Chota en el centro del departamento de Cajamarca.

## Descripción
Puña es un pueblo habitado por agricultores que forman parte de las rondas campesinas, grupos de autodefensa que surgieron contra la insurgencia y violencia de los grupos terroristas de Sendero Luminoso y el MRTA entre 1980 y 2000. Su población mayormente se dedica a actividades del campo. En esta localidad no existen servicios como hospedajes o restaurantes.

## Geografía
El pueblo comprende casas de adobe dispersas construidas en terreno de ladera y estrechos caminos de tierra que se trazan a lo largo de los bordes de peligrosos acantilados.

### Vías terrestres
Para llegar a Puña, se tarda un aproximado de seis horas de viaje en auto desde la ciudad de Cajamarca, donde se pasa por las ciudades de Tacabamba y Chota.

## Datos demográficos
A pesar de estar ubicado en un departamento que contiene una gran parte de la riqueza mineral del Perú, el 70% de la población de Puña es pobre, y la mayoría de los hogares perciben menos de $100 USD mensuales en 2021. Gran parte de la población es anciana; las generaciones más jóvenes abandonaron la ciudad para vivir en centros urbanos más poblados.

## Puñinos destacados
- Pedro Castillo. Docente, dirigente sindical y político. Fue Presidente del Perú entre julio de 2021 y diciembre de 2022.[8][9]